# 郭宜品
郭宜品（1962年9月—），河南人，毕业于河南农业大学农经系农业经济管理专业，现任河南省洛阳市人民政府副市长，2014年9月，郭宜品神秘失踪，同时失去联系的还有当地房地产开发商，而郭宜品的子女早就移民外国，妻子也不见踪影。郭宜品在伊川县主政期间，大搞房地产开发，调任到洛阳市之后，继续勾结房地产商牟取暴利，已经曝出的资金数额是500万人民币，而妻子和子女移民外国，是中共典型的裸官之一。

## 生平
1962年，郭宜品出生在河南省洛宁县。
1982年9月，郭宜品参加政治工作，1983年5月，他加入了中国共产党。
1981年9月到1998年3月，郭宜品一直在洛宁县工作，担任过团委干部、党委书记等职务。
1998年3月到2003年3月，郭宜品升职为河南省栾川县副县长。
2003年3月到2005年7月，郭宜品担任栾川县委常委、组织部长。
2005年7月到2006年5月，郭宜品升职为栾川县委副书记、县纪委书记。2006年5月，郭宜品连任河南省栾川县委副书记，2007年11月，他第三次出任栾川县委副书记。
2007年12月到2009年3月，郭宜品调到河南省伊川县，担任县委副书记、县长，2009年3月，郭宜品被擢升为县委书记。
2014年2月，郭宜品再度被擢升为洛阳市人民政府副市长，同时连任伊川县委书记。4月，郭宜品担任洛阳市副市长。9月15日，网易新闻半夜发布新闻稿件称郭宜品神秘失踪，之后各大新闻媒体转载，当地官员和群众则称郭宜品在8月份就已经失去踪影，官员称郭宜品向市长李柳身请假，理由是带母亲去北京市看病，其子女早已经移民外国，妻子也办理了假身份证，不见踪影。郭宜品藏身湖南省长沙市马王堆陶瓷建材城新合区D6栋1单元一个面积一室一厅的廉租房里，10月7日警方逮捕了郭宜品。
2017年8月30日，郭宜品被判处有期徒刑14年。